# Old Harry Rocks

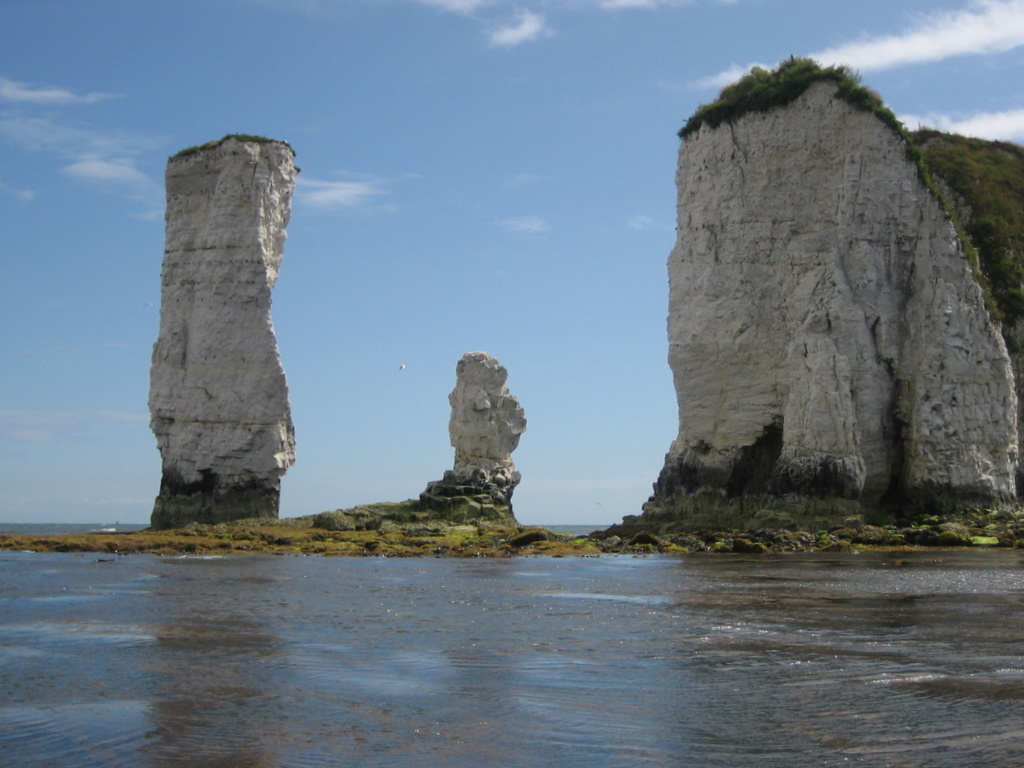
Old Harry y su esposa.

Las Old Harry Rocks (en español, las «rocas del viejo Harry») son dos columnas o pilares rocosos localizados en la punta Handfast, en la costa de Dorset, en el sur de Inglaterra, justo al este de Studland, a unos 4 km al NE de Swanage y a unos 10 km al sur de las ciudades de Poole y Bournemouth. Las rocas marcan el extremo oriental de la costa Jurásica, declarada patrimonio de la Humanidad por la UNESCO. Pueden verse desde el Dorset Coast Path, el tramo de Dorset de la South West Coast Path. El acantilado es rocoso, de creta, con algunas bandas de sílex, que se han ido reduciendo a lo largo de los siglos lo que ha ocasionado que algunos de los primeros pilares hayan colapsado (como la primitiva esposa de Old Harry, que cayó en 1896), mientras que otros se han ido formado por el colapso de estrechos istmos.
Old Harry está amenazado por la erosión, en particular, los pies de la roca, aunque hay un deseo de preservar las rocas y protegerlas de la erosión y muchos equipos han estado trabajando en la salvación de las formaciones, incluido el equipo dirigido por el Dr. C. P. Buckle de la Universidad de Estrasburgo.[editar]
La leyenda dice que el Diablo (conocido tradicionalmente y eufemísticamente como Old Harry) tuvo un sueño sobre las rocas. Otra fuentes señalan que el origen posible del nombre es que las rocas fueron nombradas en honor de un pirata famoso de Poole, Harry Paye, que las utilizaba para almacenar su contrabando cerca.